# Sturer Emil
El Selbstfahrlafette auf VK30.01(H), también conocido como "Sturer Emil" (traducido del alemán como "Emil el obstinado") fue un cazacarros autopropulsado experimental durante la Segunda Guerra Mundial. Se basó en el chasis Henschel VK30.01, un diseño temprano del Panzer VI Tiger, al cual se le montó un cañón Rheinmetall K L/61 de 12,8 cm, basado en el FlaK 40. Esta arma tenía un giro transversal de 7° tanto a la izquierda como a la derecha, 10° de elevación y -15° de depresión. Su capacidad de almacenaje era de 15 proyectiles para su cañón principal.

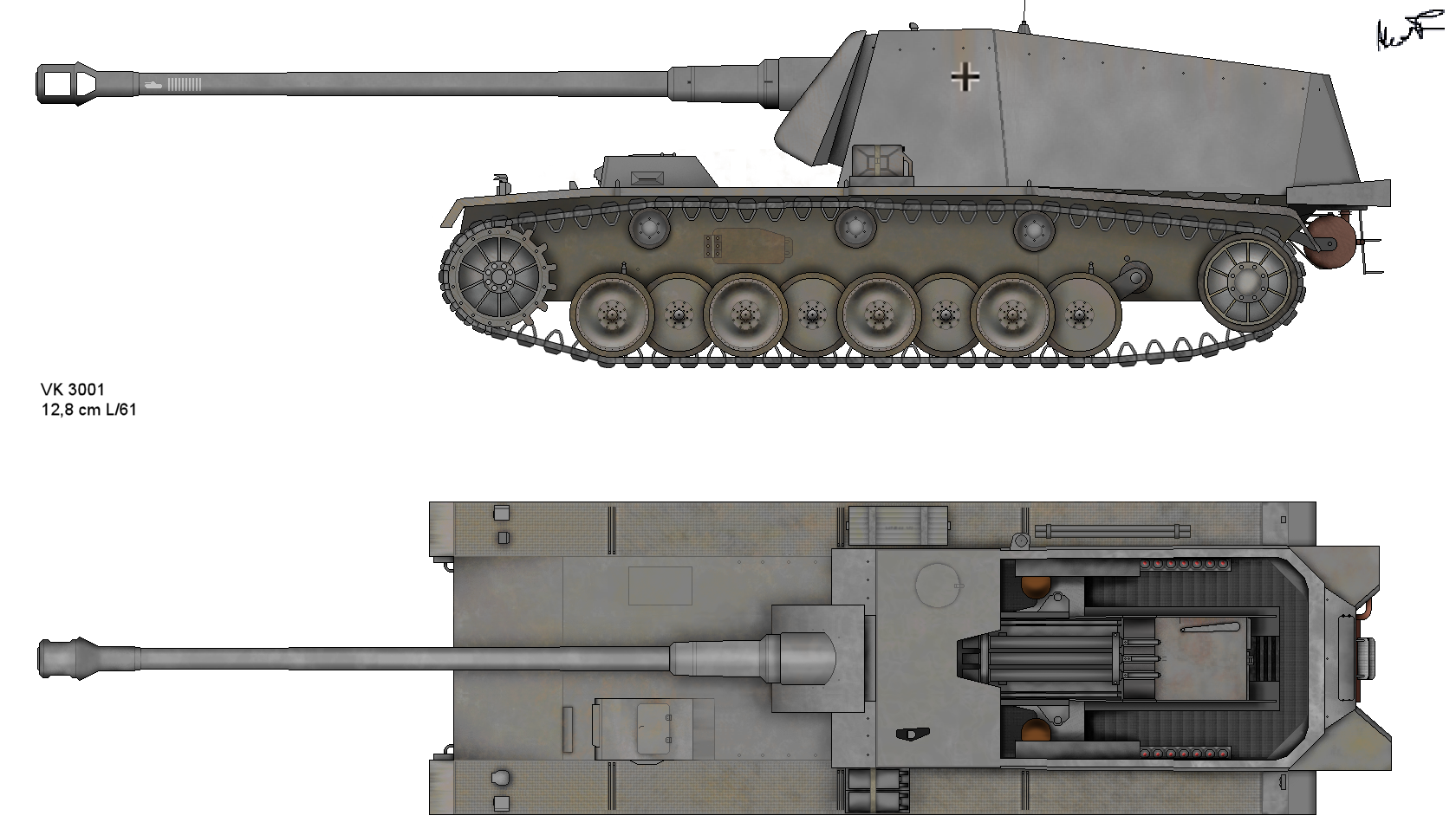
Representación artística del Sturer Emil.

La cancelación del proyecto para la creación de un tanque pesado denominado VK30.01 dejó a Henschel con los chasis de prueba que habían de presentar.  Estos fueron modificados reduciendo su longitud y agregando una rueda extra, ampliando así el área cubierta por las orugas, con el fin de acomodar el cañón, en cual en su porción anterior descansa en un pedestal fijado al chasis por delante del motor. El compartimento que acomodaba a la dotación del cazacarros era amplio, sin techo, y se ubicaba donde originalmente iría la torreta.
Se completaron dos vehículos (Los cuales fueron nombrados en honor a Max y Moritz), ambos sirvieron en el Frente Oriental hasta que uno de ellos fue destruido y el otro fue capturado en Stalingrado en enero de 1943, con 31 marcas de bajas pintadas en el cañón. El vehículo que fue capturado es parte de la colección del Museo de Blindados de Kúbinka.